# Макєєва Анастасія Василівна
Анастасія Василівна Макєєва (нар. 23 грудня 1981) — російська акторка театру, кіно і дубляжу, співачка, фотомодель, телеведуча. Підтримує путінський режим та війну Росії проти України.

## Біографія
Народилася 23 грудня 1981 року в Краснодарі, РРФСР, СРСР.
Її батько був керівником вокально-інструментального ансамблю. З дитинства почала виступати з ансамблем на сцені, входила до складу квартету «Гармонія» під керівництвом Олени Анашевої. Брала участь у багатьох конкурсах.
В цей час навчалася в музичній школі грі на фортепіано, займалася в Будинку культури та творчості свого міста, виграла Гран-прі міжнародного конкурса естрадної пісні «Маленькі зірочки». Також протягом одного року навчалася в Краснодарському музичному училищі ім. Н. А. Римського-Корсакова академічному співу.
Крім вокальних конкурсів брала участь в конкурсах краси. Працює моделлю, знімається для обкладинок журналів, рекламних роликів. Була обличчям каналу СТС на регіональному телебаченні. В 1999 році переїхала до Москви.
У 2000 році вступила в Державне музичне училище естрадно-джазового мистецтва (ГМУЭДИ) (майстерня С. Коротєєвої). Ще будучи студенткою, зіграла головні ролі в мюзиклах: «Дракула» (Адріана) і «Іствікські відьми» (Алекс). У 2004 році з відзнакою закінчила училище. З 2003 року грає у телевізіонних стрічках. 
У 2007 році з червоним дипломом закінчила також РАТІ—ГИТИС (майстерня †Марка Захарова).

### Особисте життя
Перший чоловік — Петро Кислов, відносини досить швидко розпалися. Деякий час тому в пресі стали з'являтися повідомлення про нового коханого актриси, актора Олексія Макарова. Роман тривав кілька років. З 2010 по 2016 роки перебувала в шлюбі з актором і композитором Глібом Матвейчуком. З 2018 по 2019 рік перебувала в шлюбі з адвокатом і бізнесменом Олександром Саковичем. З травня 2021 у шлюбі з Романом Мальковим, після вінчання узяла подвійне прізвище Макєєва-Малькова. 

### Творчість
У 2005 році знялася в кліпі на пісню «Якщо хочеш залишитися» групи «Дискотека Аварія».
У 2008 році брала участь у шоу «Льодовиковий період-2», де її партнером був Олександр Абт, але буквально через місяць пара покинула проект.
Так само в 2008 році була затверджена на головну роль Мерседес в російській (єдиної на той момент) постановці мюзиклу «Монте Крісто» у московській опереті.
У 2010 році пройшла відбір до мюзиклу «Зорро», який йшов у Москві в театрі МДМ в 2010-2011 роках. Роль Луїзи, коханої Зорро, ділить з Валерією Ланською і Наталією Бистровою. У тому ж році покинула мюзикл «Монте-Крісто» і почала працювати у театрі Мосради. Грає у мюзиклі «Дивна історія доктора Джекіла і містера Хайда» головні жіночі ролі та Марію Магдалину в «Ісус Христос — суперзірка». 
Влітку 2010 року знялася у відвертій фотосесії для журналу «XXL».
З 2011 року грала в мюзиклі «Іствікські відьми».
У сезоні 2012-2013 років грала головну роль Донни Шерідан в мюзиклі «Mamma Mia!».
З осені 2013 по березень 2014 року грала головну роль Роксі в мюзиклі «Chicago».
З літа 2014 по квітень 2016 грає ролі Маркізи де Мертей і Мадам де Турвель в музично-драматичному спектаклі «Територія пристрасті».
З червня 2014 року веде музично-розважальну програму «Суботній вечір» з Миколою Басковим.
З листопада 2014 року у петербурзькому театрі «Мюзік-холл» виконує роль Маргарити у мюзиклі «Майстер і Маргарита», з січня 2016 грає Тетяну Ларіну в «Онєгін». 
У вересня 2015 року відкрила академію дитячого театру і мюзиклу «Сузір'я», була художнім керівником. 
В 2018 році перемогла в шоу «Три акорди» і стала другою у 2021 в шоу «Точнісінько». 
Восени 2019 року стала обличчям обкладинки журналу «TRENDS PEOPLE».
З 2021 року реалізувала лінію одягу та косметичних засобів «Makeevan», придбала житло у Туреччині та займається рекламою нерухомості, проводить консультації по квантовій психології. З лютого 2022 навчається в інституті «Сінергія» за фахом «соціальний психолог».

## Фільмографія
| Рік         |   | Назва                                                        | Роль                                            |    |
| ----------- | - | ------------------------------------------------------------ | ----------------------------------------------- | -- |
| 2003        | с | Адвокат                                                      | Настя                                           | ру |
| 2004        | ф | Вершник на ім'я Смерть                                       | Олена                                           | ру |
| 2004        | с | Мисливці за іконами                                          | знімалася                                       | ру |
| 2005        | с | Персона нон грата                                            | Анна                                            | ру |
| 2006        | ф | Зворотний відлік                                             | Ольга                                           | ру |
| 2007        | ф | «Георг» ( «Розповідь дружини баритона», «Я люблю тебе життя» | Аста                                            | ру |
| 2007        | с | Вир                                                          | Ніка Мстиславового                              | ру |
| 2007        | с | Мережа                                                       | Катя                                            | ру |
| 2007        | с | Терміново в номер                                            | Тетяна Туманова                                 | ру |
| 2008        | ф | Дім, милий дім                                               | Інна                                            | ру |
| 2008        | с | І все-таки я люблю ...                                       | Катя                                            | ру |
| 2008        | с | Одна ніч любові                                              | княгиня Ольга Орлова                            | ру |
| 2008        | с | Далі буде                                                    | Ксюша Короленка                                 | ру |
| 2009        | с | Любити і ненавидіти                                          | Олександра                                      | ру |
| 2009        | с | Офіцери-2                                                    | Зінаїда                                         | ру |
| 2009        | с | Правило лабіринту: Плацента                                  | Рита                                            | ру |
| 2009        | с | Господиня тайги                                              | Регіна Борисівна Реутова                        | ру |
| 2009        | ф | Приватний розшук полковника у відставці                      | Тамара Конишева                                 | ру |
| 2010        | ф | Допустимі жертви                                             | Аліса                                           | ру |
| 2010        | с | Столиця гріха                                                | Олена                                           | ру |
| 2010        | с | У кожного своя війна                                         | Тамара                                          | ру |
| 2010        | с | Черкизона. Одноразові люди                                   | Лилька                                          | ру |
| 2010        | с | Шериф                                                        | Анна Вараді                                     | ру |
| 2011        | ф | Повернення додому                                            | Віка                                            | ру |
| 2011        | с | Відплата                                                     | Жанна                                           | ру |
| 2011        | с | Новини                                                       | Настя Чернова                                   | ру |
| 2011 — 2012 | с | Господиня моєї долі                                          | Марина Бондар                                   | ру |
| 2012        | с | І батьки, і діти                                             | Галя                                            | ру |
| 2012        | ф | Перевертень в погонах                                        | Вероніка Зоріна                                 | ру |
| 2012        | с | Втеча-2                                                      | Елла                                            | ру |
| 2013        | с | Мама за контрактом                                           | Ірина                                           | ру |
| 2013        | с | Цезар                                                        | Марина Яшина                                    | ру |
| 2013        | с | Нюхач                                                        | Світлана, секретар Бондарева                    | ру |
| 2013        | ф | Амулет                                                       | знімалася                                       | ру |
| 2014        | ф | Манекенщиця                                                  | Ліля Мирская                                    | ру |
| 2017        | ф | Анна Кареніна. Історія Вронського                            | Бетсі (Єлизавета Федорівна) Тверська (Вронська) | ру |
| 2017        | ф | Новорічний переполох                                         | Діана                                           | ру |
| 2017        | с | Ікра                                                         | Людмила Перлова, слідчий прокуратури            | ру |

### Мюзикли
- 2002 — «Дракула» (реж. Й.Беднарік) — Адріана, Сандра
- 2003 — «Весілля сойок» — Сорока, Ворона
- 2008—2010 — «Монте Крісто» (реж. А.Чевік) — Мерседес
- 2010 — «Дивна історія доктора Джекіла і містера Хайда» (реж. П.Хомський) — Емма, 2016 — Люсі
- 2010—2011 — «Zorro» (реж. К.Реншоу) — Луїза
- 2011 — «Іствікські відьми[en] (реж. Я.Юзефович)» — Алекс
- 2012 — «Франсуа Війон. Три дні в Парижі» (реж. І.Корнієнко) — Ізабела
- 2012 — «Ісус Христос — суперзірка (реж. П.Хомський)» — Марія Магдалина
- 2012—2013 — «Mamma Mia! (реж. Ф.Ллойд)» — Донна Шерідан
- 2013 — 2014 — «Chicago (реж. У.Боббі)» — Роксі Харт
- 2014 — 2016 — «Територія пристрасті» (реж. А.Балуєв) — Маркіза де Мертей; мадам де Турвель
- 2014 — «Майстер і Маргарита» (реж. С.Стрейзанд) — Маргарита
- 2015 — «Демон Онєгіна» (реж. С.Стрейзанд) — Тетяна Ларіна[6]
- 2016 — «Чудо-юдо» (реж. С.Стрейзанд) — Мурена
- 2018 — «Ешкін Кіт» (реж. С.Стрейзанд) — Раїса
- 2018 — «Лоліта» (реж. Б.Малевський) — Анна Вирубова
- 2019 — «Вій» (реж. Н.Покотило) — Панночка
- 2020 — «Дон Хуан. Нерозказана історія» (реж. А.Каграманян) — Пілар
- 2020 — «Алмазна колісниця» (реж. Б.Малевський) — О-Юмі
- 2021 — «Останнє випробування» (реж. Р.Герасименко) — Такхізіс

### Театр
- 2003—2004 — «Містерія оголошених» (реж. О.Рибніков) — Жінка
- 2005 — «Одруження Фігаро» (реж. Ю.Махаєв, М.Захаров)
- 2006 — «Підводний човен у степах України» (реж. О.Літвін) — Алла
- 2009 — «Готель двох світів» (реж. І.Грігурко) — Лікар С
- 2012 — «Збитий льотчик» (реж. І.Коробєйніков) — Мішель
- 2014 — 2015 — «Будьте здорові, мосье!» (реж. Н.Чусова) — Вівіан Буасьєр
- 2015 — «Діло в капелюсі» (реж. Л.Кулагін) — Б'янка
- 2015 — 2016 — «Розмазня» (реж. Р.Самгін) — Дружина
- 2017 — «Омут кохання» (реж. А.Бабанова) — Женька
- 2019—2020 — «Мулін муж» (реж. Л.Шур) — Соня
- 2019—2020 — «Диваки» (реж. О.Куліков) — Ольга

## Нагороди
- Переможниця конкурсу «Міс Краснодар-1998» (1998, Краснодар)
- Переможниця конкурсу «Міс Академія Росії-2000» (2000, Москва)
- Віце-міс конкурсу «Міс МК-Європа» (2004, Іспанія)
- Віце-міс «Міс Всесвіт, Росія» (2004, Москва)[7]
- Медаль «Прапор Перемоги» (2015, Москва)
- Медаль «150-річчя інституту судових приставів» (2015, Москва)